# Сосновица (река)
Сосновица — река в Московской области России, правый приток Малой Сестры.
Длина — 12 км.
Берёт начало на стыке городских округов Лотошино, Клин и Волоколамского городского округа в Андрейковом болоте на территории национального парка Завидово, в 3 км к западу от деревни Таксино. Протекает в юго-западном направлении в границах городского округа Лотошино и Волоколамского городского округа. Впадает в Малую Сестру в 7 км от её устья.
По степени заболоченности бассейн Сосновицы немногим уступает Мещёрской низменности и резко выделяется в окру́ге по количеству труднопроходимых болот (Андрейково, Коротовское), которых нет ни на одной другой реке Подмосковья.
Питание в основном происходит за счёт талых снеговых вод. Замерзает обычно в середине ноября, вскрывается в середине апреля. Почти везде спрямлена каналом:7—8.
Населённых пунктов на реке нет.